# Abziri
Abziri (łac. Abziritanus) – stolica historycznej diecezji w Cesarstwie rzymskim w prowincji Afryka Prokonsularna. Obecnie katolickie biskupstwo tytularne.

## Biskupi tytularni
| Lp. | Biskup                    | Funkcja                                          | Od               | Do               |
| --- | ------------------------- | ------------------------------------------------ | ---------------- | ---------------- |
| 1   | Emilio Abascal y Salmerón | biskup pomocniczy Puebla de los Angeles (Meksyk) | 25 lipca 1953    | 18 kwietnia 1968 |
| 2   | Giuseppe Obert            | emerytowany biskup Dinajpur (Bangladesz)         | 5 września 1968  | 6 marca 1972     |
| 3   | Vinzenz Guggenberger      | biskup pomocniczy Ratyzbony (Niemcy)             | 17 maja 1972     | 4 lipca 2012     |
| 4   | Kęstutis Kėvalas          | biskup pomocniczy Kowna (Litwa)                  | 27 września 2012 | 20 kwietnia 2017 |
| 5   | Hansjörg Hofer            | biskup pomocniczy Salzburga (Austria)            | 31 maja 2017     |                  |